# Castiglione Chiavarese
Castiglione Chiavarese (ligur nyelven O Castiggion) település Olaszországban, Liguria régióban, Genova megyében. Lakosainak száma 1586 fő (2023. január 1.). Castiglione Chiavarese Carro, Casarza Ligure, Deiva Marina, Maissana és Moneglia községekkel határos.

## Népesség
A település lakossága az elmúlt években az alábbi módon változott:
| Lakosok száma | 1592 | 1574 | 1586 |
|               | 2017 | 2018 | 2023 |